# Puerto Real
Puerto Real er en by og kommune i det sydlige Spanien i provinsen Cádiz. Den har et indbyggertal på 42.151 (2024) indbyggere.